# Campeonato Nacional III Divisão Feminino
O Campeonato Nacional III Divisão Feminino é o terceiro escalão feminino de futebol organizado pela Federação Portuguesa de Futebol. Atualmente é disputado em 13 séries, com um número ilimitado de equipas, num sistema de promoção e despromoção com a Segunda Divisão e a Quarta Divisão.

## Formato
A Terceira Divisão na época desportiva 2024–25 é disputada por 78 clubes divididos em 13 séries: os primeiros classificados de cada série e os três melhores segundos disputam a segunda fase e os restantes apuram-se para a Taça Nacional Feminina de Promoção, sendo despromovidos à Quarta Divisão.
Os 16 clubes apurados à fase seguinte são divididos em duas séries, onde os primeiros de cada série são diretamente promovidos à Segunda Divisão e disputam a uma terceira fase (apuramento do campeão) e os segundos classificados disputam o Play-Off de promoção com o 3.º e 4.º da fase de manutenção da Segunda Divisão. Dos clubes restantes os que terminarem entre a 3.ª e 5.ª posições de cada série garantem a manutenção e os restantes (6.º a 8.º) são despromovidos à Quarta Divisão de 2025–26.
Equipas B apenas podem subir se a sua equipa principal disputar o Campeonato Nacional e garantir a manutenção, caso contrário as vagas que foram ocupadas por essas serão atribuídas as clubes classificados nos lugares imediatamente a seguir.
No final da temporada de 2024–25, com a criação da Quarta Divisão sem limite de equipas, está prevista uma redução para 12 equipas.

## Campeões
| Campeonato Nacional III Divisão Feminino | Campeonato Nacional III Divisão Feminino | Campeonato Nacional III Divisão Feminino | Campeonato Nacional III Divisão Feminino |
| Época                                    | Campeão                                  | Vice-Campeão                             | Ref.                                     |
| ---------------------------------------- | ---------------------------------------- | ---------------------------------------- | ---------------------------------------- |
| 2025-26                                  |                                          |                                          |                                          |
| 2024–25                                  | Porto                                    | Real SC                                  | [ 3 ] [ 4 ]                              |
| 2023–24                                  | Rio Ave                                  | Guia                                     | [ 5 ] [ 6 ]                              |
| 2022–23                                  | Vitória FC                               | Tirsense                                 | [ 7 ] [ 8 ]                              |
| 2021–22                                  | Braga B                                  | Famalicão B                              | [ 9 ] [ 10 ]                             |
| 2020–21                                  | Racing Power                             | Rio Ave                                  | [ 11 ]                                   |